# Påskallavik
Påskallavik är en tätort i Oskarshamns kommun i Kalmar län,  belägen vid Kalmarsund, cirka 15 km söder om Oskarshamn.

## Historia

### Namnet Påskallavik
Namnet (1614 Paskalwich, 1634 Porskalla wijk) kommer från viken vid vilken orten ligger. Förleden anses oklar för detta namn och även det äldre namnet 1541 för en ö Porskäreöö, som hänsyftar på Lilla Fågelö eller Hulta fögelö. Även namnet Påskallen har använts i sen tid för orten.  Ön som nämns ingick i gården Älvehult som där hade ett humlebestånd på Porskäre öö.

### Lydköping under Kalmar
1685 skrevs en bofast familj för första gången i Påskallavik, enligt Döderhults kyrkböcker. Några år därefter, 1689, fick Kalmar stads borgerskap Kungl. Maj:ts tillstånd att i Påskallavik hålla marknadsplats och köping, och Påskallavik blev alltså en Lydköping under Kalmar.  I början av 1700-talet slog sig handelsmannen Ivar Böös ned som köpsven till Påskallavik, han var alltså ombud för en kalmarborgare. Ivar Böös köpte 1731 krogen i Emmekalv (Emmekalv nr 2) av löjtnanten Erik Rappe . Det var just på ägor till gården Emmekalvs krog som Påskallavik låg. Sedan Böös omkommit genom drunkning 1739 tog hans svärson Lars Callerström över hans handelsverksamhet och gård och friköpte Emmekalv 1 & 2 från övriga arvingar.

### Callerström
På 1730-talet kom en Lars Callerström till Påskallavik från Kallersebo i Målilla socken. Han gifte sig med Böös dotter Sophia, och övertog svärfaderns egendomar och handelsverksamhet. Av parets åtta barn överlevde endast tre till vuxen ålder, sönerna Erik (1752–1812), Edvard (1755–1799) och Casper (1760–1804), de två senare gifte sig med varsin dotter till handelsmannen i Döderhultsvik, Nicolaus Wijkström (1733–1800). Det var sedermera sonen Edvard som övertog efter sin fader Lars. Han startade en klädesfabrik och drev en väderkvarnssåg på Nötö. Edvard Callerström lät uppföra en ny herrgård på platsen för den gamla Bööska gården. Han uppförde även ladugårdsbyggnader som kom att brukas som bondgård (Påskallaviks gård), de flesta av dessa brann ner under en eldsvåda 1914. Ladugårdsplanen var belägen nordöst om herrgården.
Edvard Callerström avled 1799 men hans änka Elisabeth drev vidare affärsrörelsen. 1814 anlade Elisabeth Callerström Emsfors pappersbruk. Då Elisabeth avled 1822 övertog affärsverksamheten av sönerna Erik och Nils Callerström. De anlade en mekanisk verkstad, ett skeppsvarv, och en vadmalsstamp på Nötö. Man bedrev även rederiverksamhet. Under denna tid blev Påskallavik en betydande utskeppningshamn för timmer och brädor. Bönderna i omgivningar kom dock att beklaga sig över att familjen Callerström ägde i stort sett hela Påskallavik och därigenom hade monopol på handeln via köpingen och själva kunde diktera prissättningen.
Erik Callerström avled 1850 och brodern Nils drev därefter handelshuset vidare ensam. Under 1850-talet anlade Nils Callerström en begravningsplats i köpingen, och mellan åren 1862–1865 byggdes kyrkan i Påskallavik med hjälp av ortens befolkning. År 1858 överlät Nils med vissa förbehåll pappersbruket i Emsfors, handelsrörelsen, gästgiverirörelsen rederierna och fartygen och fastigheterna i Emmekalv, Nötö, Påskallavik och Vånevik samt arrendegårdarna Skorpetorp, Glabo och Saltvik på sin son Erik Lorentz Callerström. Under de följande åren löste han ut sina syskon från rörelsen. 1873 installerades en fourdriniermaskin vid Emsfors bruk som kraftigt ökade sin kapacitet, på 1870-talet arbetade omkring 100 arbetare där. Under denna tid började även granit att brytas i Vånevik och trakterna däromkring. Erik Lorentz Callerström anlade ett frörenseri, en benkvarn och ett garveri i Påskallavik. 1888 ombildades det Callerströmska handelshuset till aktiebolag. Handelsrörelsen övertogs av Erik Lorentz son Erik Callerström. Erik Callerström dog dock 1916 och 1917 såldes den Callerströmska rörelsen till konsul Gustaf Oscar Örn.

### Bebyggelsen
Den ursprungliga köpingen Påskallavik räknas till en början bara området kring hamnen och Påskallavik var enbart namnet på den bebyggelse som fanns på Emmekalvs ägor, inte Älvehults. Områden som tidigt var bebyggda i Påskallavik var just hamnområdet samt Udden och malmen, där bodde fiskare, sjömän, skeppare och arbetare i de Callerströmska verksamheten. Under Älvehults marker låg den tidigaste bebyggelsen kring torpet "Backen", ett 1700-tals torp som låg mellan nuvarande Bagaregatan och Uddegatan, runt torpet byggdes under första hälften och mitten av 1800-talet ett par stugor, som alla är borta idag och ersatta med nyare hus. Även Kungslid, som låg under Älvehult var gammalt, det nämns redan på 1600-talet. Sedermera fortsatte bebyggelsen att breda ut sig längs med stora landsvägen (Kristdalavägen) under senare delen av 1800-talet och gränsen mellan Älvehult och Emmekalvs ägor kom att gå rakt igenom samhället. Samhällets bebyggelse expanderade sedermera under hela 1900-talet.

### Administrativa tillhörigheter
Påskallavik var belägen i Döderhults socken och ingick efter kommunreformen 1862 i Döderhults landskommun. Orten ingår sedan 1971 i Oskarshamns kommun. Påskallavik var en lydköping under Kalmar stad, enligt Svenskt ortnamnslexikon från 1689.. Enligt oklar källa som inte har stöd av andra blev Påskallavik officiellt en egen köping 1723. Påskallavik var från 1924 ett municipalsamhälle men utan dithörande stadgor och kom att kallas en municipalköping. Detta upplöstes 1956 och orten tillhörde därefter enbart landskommunen. För kyrklig och judiciell tillhörighet har Påskallavik följt samma som Döderhults socken.

### Befolkningsutveckling
| Befolkningsutvecklingen i Påskallavik 1960–2020 | Befolkningsutvecklingen i Påskallavik 1960–2020 | Befolkningsutvecklingen i Påskallavik 1960–2020 | Befolkningsutvecklingen i Påskallavik 1960–2020 | Befolkningsutvecklingen i Påskallavik 1960–2020 |
| ----------------------------------------------- | ----------------------------------------------- | ----------------------------------------------- | ----------------------------------------------- | ----------------------------------------------- |
|                                                 |                                                 |                                                 |                                                 |                                                 |
| År                                              |                                                 |                                                 | Folkmängd                                       | Areal (ha)                                      |
| 1960                                            | 1960                                            |                                                 | 801                                             |                                                 |
| 1965                                            | 1965                                            |                                                 | 878                                             |                                                 |
| 1970                                            | 1970                                            |                                                 | 877                                             |                                                 |
| 1975                                            | 1975                                            |                                                 | 955                                             |                                                 |
| 1980                                            | 1980                                            |                                                 | 1 012                                           |                                                 |
| 1990                                            | 1990                                            |                                                 | 1 085                                           | 105                                             |
| 1995                                            | 1995                                            |                                                 | 1 151                                           | 113                                             |
| 2000                                            | 2000                                            |                                                 | 1 144                                           | 113                                             |
| 2005                                            | 2005                                            |                                                 | 1 077                                           | 113                                             |
| 2010                                            | 2010                                            |                                                 | 1 083                                           | 112                                             |
| 2015                                            | 2015                                            |                                                 | 1 099                                           | 117                                             |
| 2020                                            | 2020                                            |                                                 | 1 081                                           | 125                                             |
|                                                 |                                                 |                                                 |                                                 |                                                 |

## Bebyggelse
Följande byggnader i Påskallavik härrör från köpingstiden:
- Påskallaviks herrgård - uppfördes 1860, efter att den herrgård Edvard Callerström byggde på 1780-talet hade brunnit ned 1857. Den byggdes om 1928 av G. Örn.
- "Gula Febern" - även kallad "övre gården" eller "Gula byggningen". Lär ursprungligen vara ett av familjens Callerströms tidiga bostäder, uppförd på  1700-talet. Var senare arbetarbostäder.
- Påskallaviks Gästgifveri - Gästgifvareverksamheten flyttades sannolikt i början av 1800-talet till Påskallavik från Emmekalv, där den tidigare krogen var belägen. Från Emmekalvs krog flyttades även ett Härbre, som idag står i Herrgårdsparken. Själva huset som Gästgifveriet är beläget i är ett av de äldsta i Påskallavik. Enligt uppgift ska huset ha stått där "Minnet" senare byggdes.
- Minnet - eller "Kreugerska huset". Uppfört ca 1858 av Anders Lorentz Kreuger (1791–1859), ärvdes och beboddes efter honom av Erik L.A. Callerström (1830–1922) och hans hustru Ida Susanna Kreuger (1833–1911)
- Lyckan - Uppfört ca 1890 av Erik L. A. Callerströms söner, Erik Edvard (1865–1916) och Nils Lorentz (1861–1927)
- Callerströmska magasinet - Magasinsbyggnad i hamnen, förmodligen uppfört i mitten av 1800-talet. Magasinet tros vara ditflyttat från annan plats.

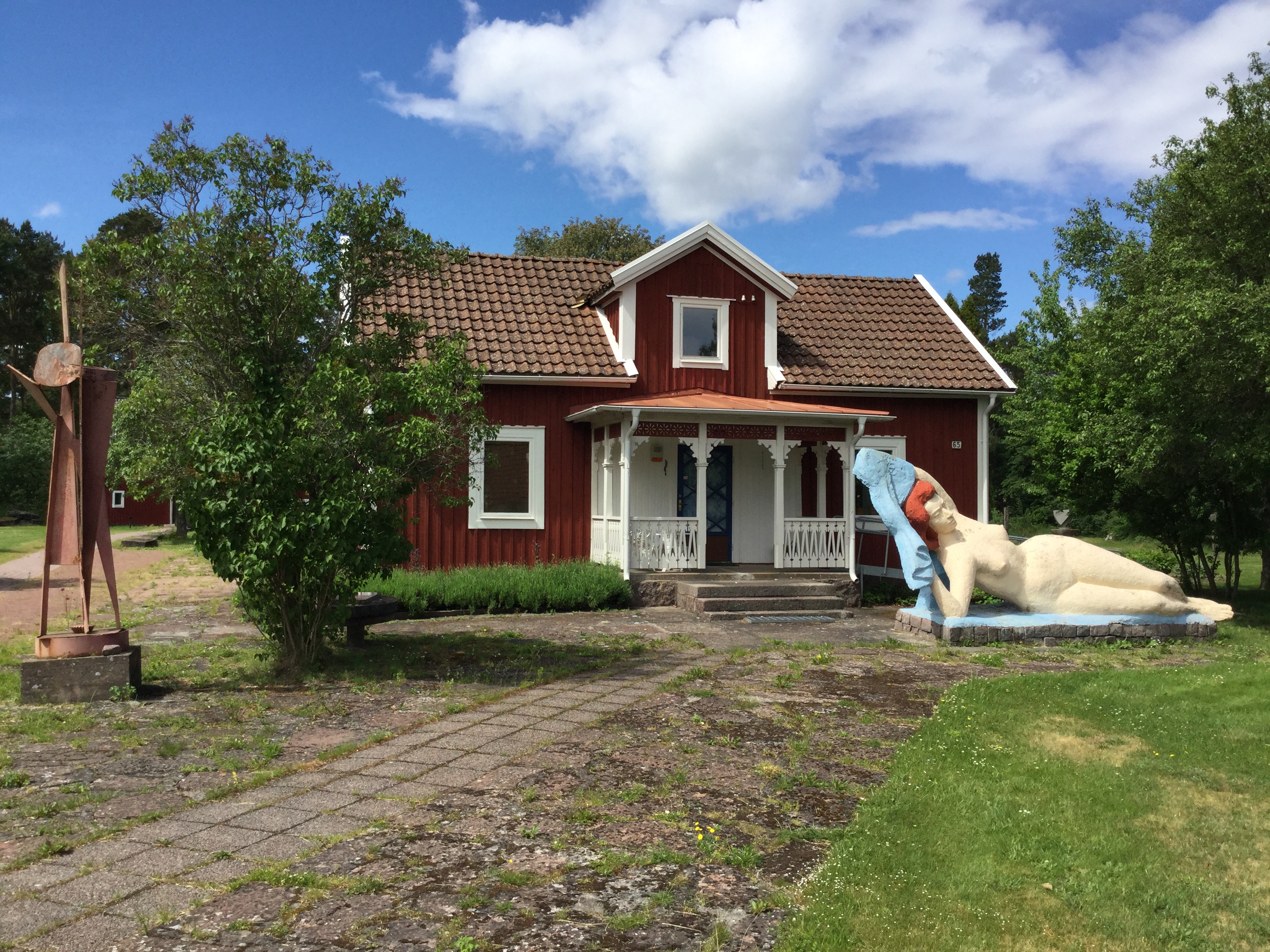
Källströmsgården
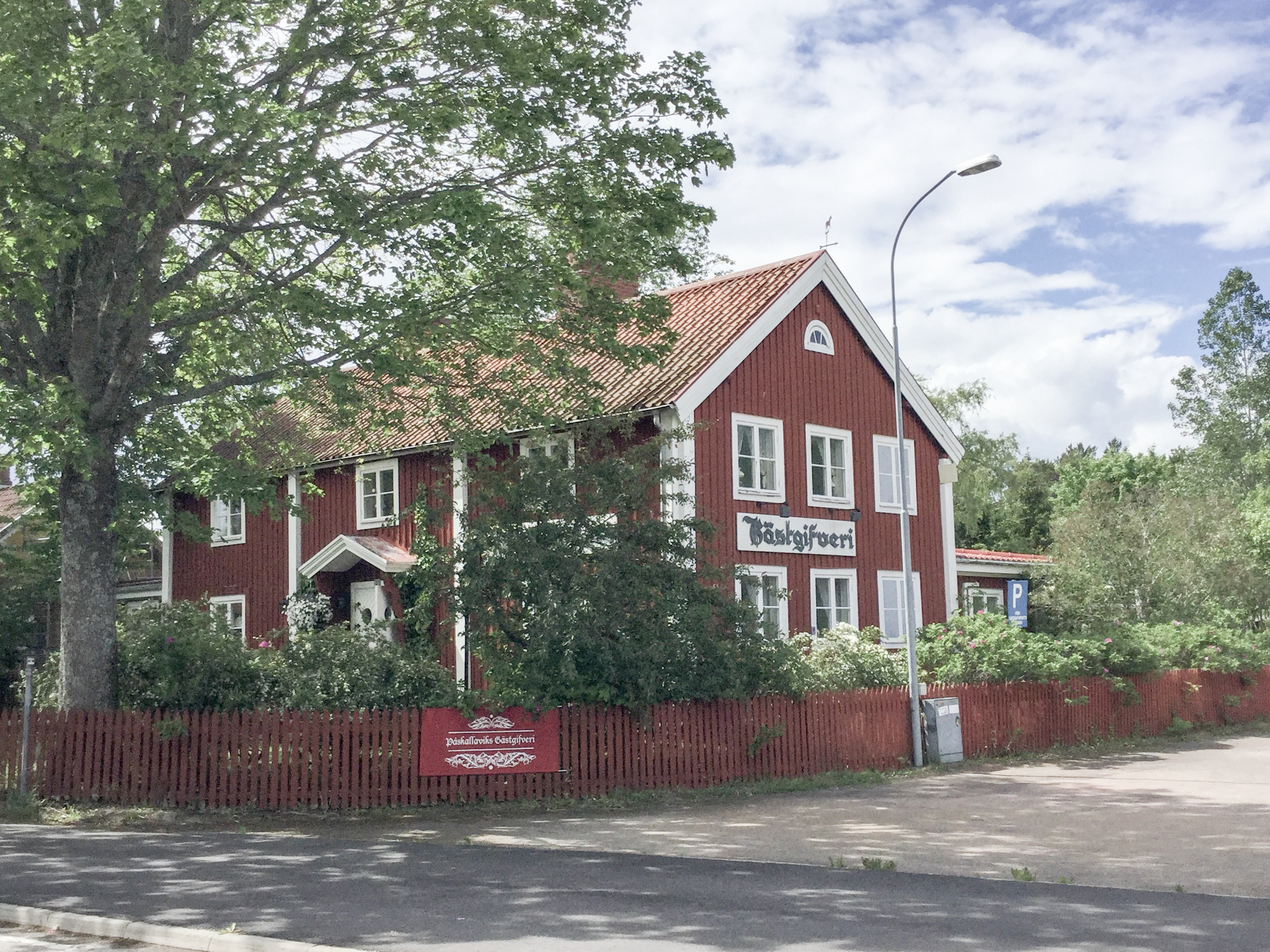
Påskallaviks Gästgifveri
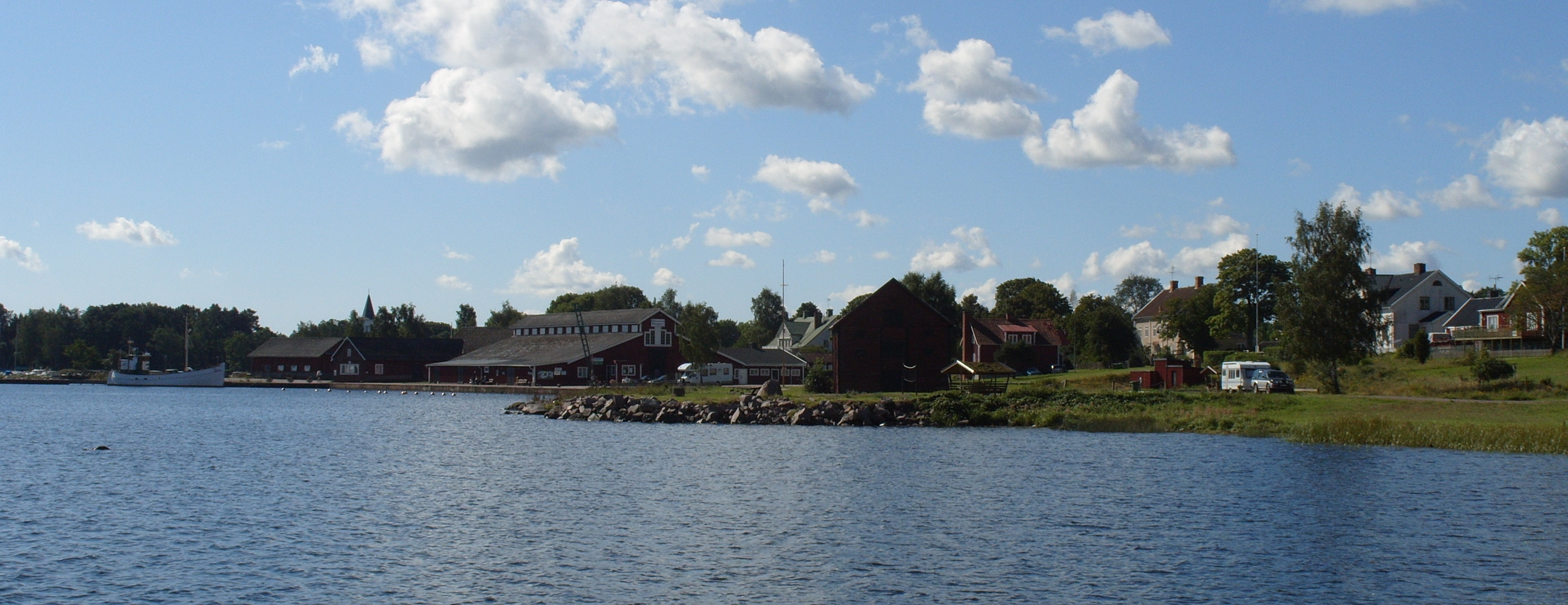
Påskallaviks hamn

## Röde Gubben
På en holme i hamnen i Påskallavik står figuren "Röde gubben" 57°09′50″N 16°28′09″Ö / 57.163848°N 16.469193°Ö. Idag en över tre meter lång staty i cement, med röd rock och svart hatt. Den nuvarande gubben tillkom 1949, och är ett verk av skulptören Arvid Källström. Tidigare stod där en inte lika hög gubben gjord i trä, men den nedtogs efter lång och trogen tjänst, då den var i för dåligt skick, idag återstår bara huvudet av den gamla gubben.
Röde gubben har liksom ortsnamnet Påskallavik ett okänt ursprung. Dock vet man att gubben stod på skäret när man började bygga Påskallaviks kyrka. 
Gubben underhölls genom åren av lotsarna som  drogs med i arbetet och började måla gubben i rött, vitt och svart, som var de färger de målade sjömärkena med, när sedan lotsstationen drogs in försvann underhållet av gubben. Den gamla gubben var uppbyggd på följande vis; benen var en stock med en klyka, likaså armarna. överkroppen påbyggd med bräder, med järnringar som höll ihop honom, själva huvudet var löst påsatt på kroppen. 
Följande text är hämtat från en artikel i tidningen Kalmar från 20/7 1912: "Röe gubben gör honnör vid ingåendet i hög hatt och hvita handskar. Röda gubben har sin egen historia där han står på holmen. - I början på 18-hundratalet kom han till denne gästvänliga strand. Han satt i galjonen på ett fartyg, som förliste vid inloppet till köpingen. - Röda gubben blef där mottagen. Han var då klädd i trekantig hatt och pryddes af mustacher. - Han fick eget örike att härska öfver och trifdes godt men en dag kom en vred våg öster ifrån, för ett par årtionden sedan om vi minnas rätt, och slungade Röda gubben med både hatt och mustacher i hafvets djup. -Påskalla kunde ej vara utan sin röda gubbe och så anmodades en skulptör att ur minnet återgifva konstverket. På holmen presenterar sig nu hans efterträdare."
1945 bildades Röde Gubbens Orden, RGO. En av grundarna var konstnären Arvid Källström. Eftersom originalgubbens trä ruttnade sönder gjorde Källström en ny gubbe i betong, över tre meter hög. Trägubben flyttades till ordens RGO-park, som finns på ett berg (Röde gubbens berg) i Påskallavik. Men efter ett tiotal år hade den murknat. Två RGO-medlemmar, Harald Andersson och Erik Aniansson, gjorde en ny gubbe i trä 1988 som de satte upp i parken.

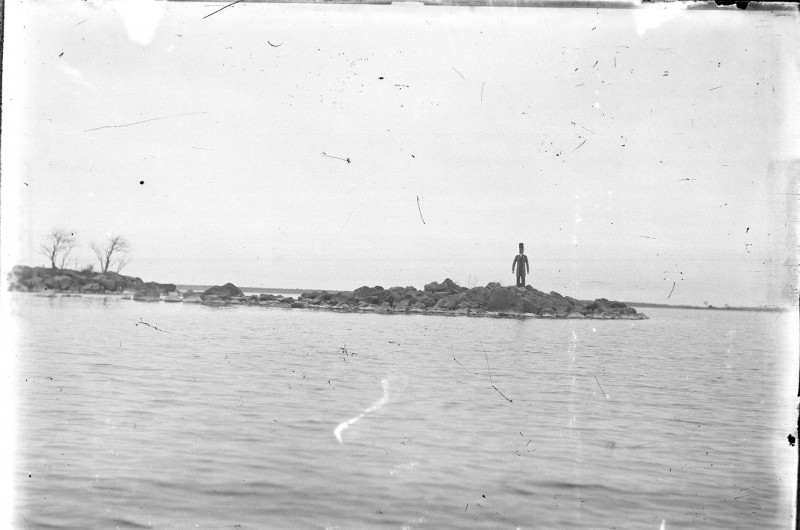
Röde Gubben Fotograferad kring sekelskiftet 1900
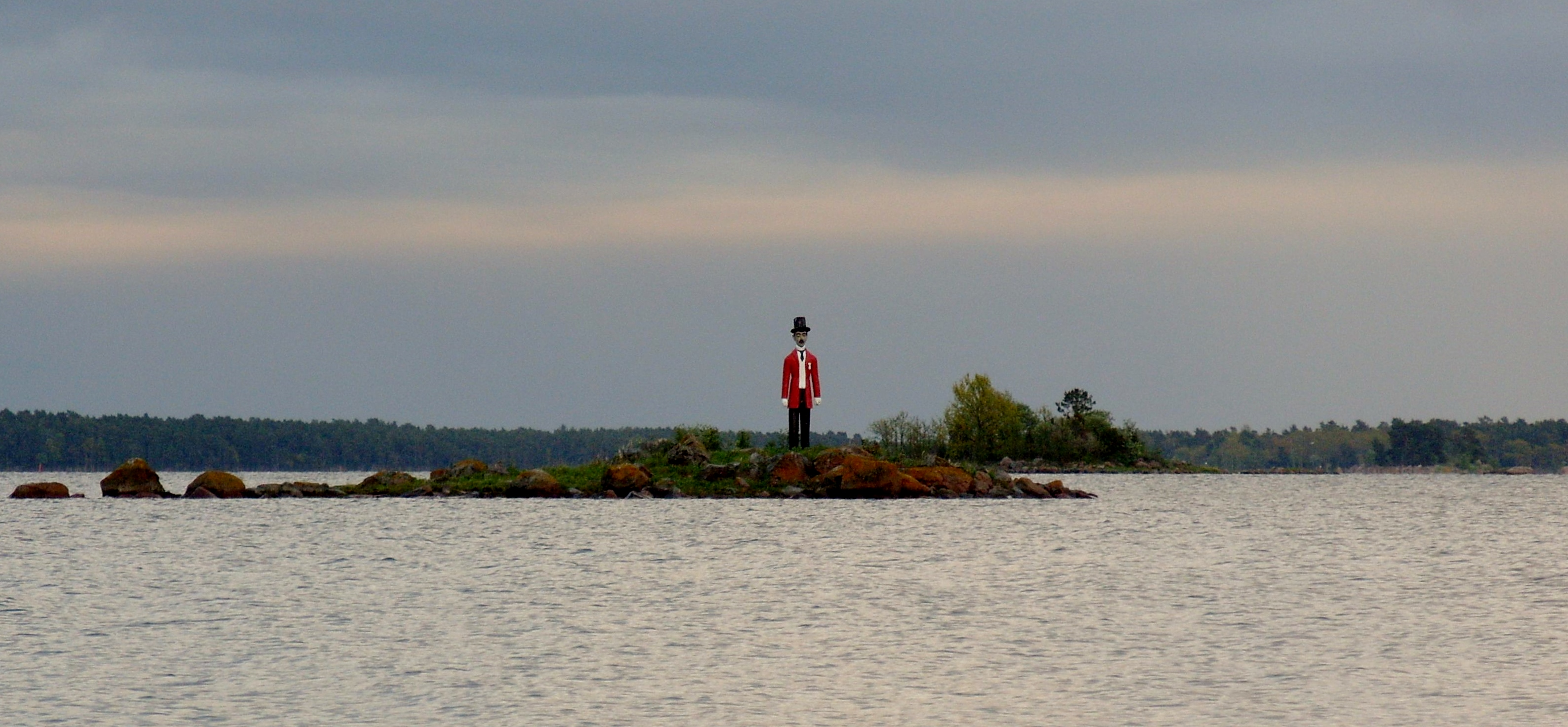
Röde Gubben

## Källströmsgården
I Källströmsgården finns stora skulpturer av konstnären Arvid Källström. Källström bodde och  arbetade i Påskallavik under omkring 30 år.

## Sport
Påskallaviks idrottsförening heter IF Stjärnan. Den har sin officiella Idrottsplats, Örnehed, på Nötö. Idrottsplatsen stod färdig 1935. Sedan 1960-talet finns även en bandyplan i Påskallavik.
IF Stjärnan Påskallavik kvalade i februari 2008 till Allsvenskan i bandy, som inför säsongen 2007/2008 blivit Sveriges näst högsta division, efter seger i två matcher mot AIK.